# 아리후쿠촌 (시마네현)
아리후쿠촌(有福村)은 일본 시마네현 나카군에 설치되었던 촌이다. 현재의 하마다시·고쓰시의 일부에 해당한다.